# 羽生生純
羽生生 純（はにゅにゅう じゅん、1970年12月25日 - ）は、日本の漫画家。長野県上伊那郡飯島町出身。

## 来歴
高校在学中から映画撮影に熱中し、一人でもできる映画的表現ということで漫画家を志した。高校卒業後上京し、住み込みのアルバイトをしながら投稿を開始、『ログイン』の漫画大賞に「髭!スピーディ小僧!」で入賞し1991年にデビュー。初連載作品である竹熊健太郎とのコラボ漫画「ファミ通のアレ（仮題）」でファンを獲得。以降、『コミックビーム』を初めとするアスキー－エンターブレイン系列の雑誌を中心に活躍。
線描の多さ、読み手の意表をつく濃厚なストーリーなどが特徴。昨今は『機動戦士ガンダム』を題材にした美術展「ガンダム展」への作品出展や、大人計画公演のキーヴィジュアル、モーニング娘。を起用した「キリンしゃきりり」CM内のイラストを担当するなど、多方面に活躍。

## 人物
- 羽生生純というペンネームは本名に一文字足しただけで深い意味は無いとのこと。
- 影響を受けたクリエイターにエゴン・シーレを挙げている。

## 作品リスト（50音順）
- アラタの獣 - 2021年～2023年（雑誌連載:2021年～2023年）

2030年の東京湾市を舞台に繰り広げられる異形パルプアクション。『ニンジャスレイヤー』の日本語版翻訳を手掛ける、ダイハードテイルズの本兌有＋杉ライカが脚本を担当。「コミックビーム」連載、単行本は全4巻。
- アワヤケ - 2007年～2008年（雑誌連載:2005年～2008年）

『淡谷家』の人々の様子を描いた異色のホームドラマ。「コミックビーム」から単行本は全4巻。
- いってミヨーン やってミヨーン

全3巻。
- 俺は生ガンダム - 2010年（雑誌連載:2006年～2009年）

ガンダムに憧れ、ガンダムになろうとする男「木戸銭寺 淡白（きどせんじ たんぱく）」の活躍を描く。偶然にも『機動戦士ガンダム』の各メカニックにそっくりな人物が多数登場。「Ζガンダムエース」に掲載された読切作品「イナバノシロヒトクイウサギ」の好評を受け、「ガンダムエース」本誌にて連載。同誌掲載作品の中でもひときわ異彩を放つ。単行本は、表題作と『俺は生ガンダムUC』の2巻。
- 青（オールー） - 2003年～2005年（雑誌連載:2002年～2005年）

刺激を求め、銃を持ち、ヤクザの世界に身を投じた売れっ子漫画家の活躍を描いたロードムービー的作品。女性ヒットマン「線子」のキャラクターが強烈。単行本全5巻。
- グッド・バイ - 2016年〜2017年

太宰治の未完の遺作「グッド・バイ (小説)」をモチーフとしたオリジナル漫画。実業之日本社『COMICリュエル』にて連載。2018年にテレビ大阪にてドラマ化された。全1巻。
- 恋の門 - 2000～2002年（雑誌連載:1998年～2002年）

自称「漫画芸術家」の男とコスプレイヤーの女性の恋愛を描く。 2004年に松尾スズキ監督で映画化された。全6巻。
- 恋と問 - 2016年～（既刊1巻〜）
- サブリーズ - 2002年（雑誌連載:1995年～1996年）

超常現象を追い求める新聞記者3人の活躍を描いた。後半は鬱病を抱える編集長の心の闇がクローズアップされ、ディープな方向へと展開する。全1巻。
- ジュウマン

全3巻。
- ゼツ倫 - 2017年～2019年

不倫を題材としたサイコサスペンス。『コミックバンチweb』にて連載。全3巻。
- 千九人童子ノ件 - 2010年

全1巻。
- 強者劇場 - 1995年

アスキー関連の雑誌でのデビュー以来の作品をまとめた短編集。世の中がオウム事件、阪神・淡路大震災に揺れた1995年に刊行された。のちに2002年に収録作を追加し「強者大劇場」として復刊。全1巻。
- ファミ通のアレ（仮題） （原作：竹熊健太郎） - 1994年〜1995年

『週刊ファミ通』の編集者国領雄二郎から週刊ファミ通の漫画連載を依頼された竹熊健太郎。助手で下半身が完成してない女性アンドロイドの羽生生純子と共に内容やタイトルも決まらぬまま方向性を模索しながら全3巻まで疾走するドキュメンタリー（という内容の物語）。羽生生作品の中では比較的低年齢層にも広く支持を得た作品で、全編オールカラーである。作中漫画『桃太郎インガンジス』、当時『ファミ通』の編集者で作中にも登場したチャンコ増田、国領雄二郎が繰り出す必殺技「バカルン超特急」などが話題を集めた（ちなみにこの技はセガの3D対戦格闘ゲーム「バーチャファイター」のキャラクター、影丸の使う「葉牙龍」という技のモチーフとなっている）。2006年には特別版として一時的に復活し、続編が描かれている。全4巻。
- 羽生生純の1ページでわかるゲーム業界

ゲーム業界の知られざる裏側をえぐる戦慄のルポ漫画。『週刊ファミ通』に連載されていた1ページ漫画をまとめた物で、単行本としてはページ毎の密度が高い。全1巻。
- 羽生生純のニンゲン標本函 - 新潮社の『週刊コミックバンチ』にて連載。

携帯サイト「ケータイバンチ」では「羽生生純のDVD標本函」を連載。
- ピペドン - 小学館 『月刊!スピリッツ』にて連載。

全2巻。
- 無法使いアッポちゃん

全2巻。
- ルームロンダリング - 2018年～

映画「ルームロンダリング」のコミカライズ。KADOKAWA『月刊コミックビーム』にて連載。全2巻。
- 陋巷に在りー顔回伝奇 - 原作:酒見賢一 全3巻。
- ワガランナァー - 1998年（雑誌連載:1996年～1998年）

テーさん、ヨメン、一人旅、そしてイッキュ。彼らルンペン達の生態を描いた作品。単行本は初版と再版では装丁が大きく異なる。作者の顔写真の上から無数のダジャレ（?）が書き綴られた初版バージョンの装丁は特筆すべきものがある。全1巻